# Gabriola baliola
Gabriola baliola là một loài bướm đêm trong họ Geometridae.